# Округ Хлоховец
Округ Хлоховец (слч. Okres Hlohovec) округ је у Трнавском крају, у Словачкој Републици. Административно средиште округа је град Хлоховец.

## Географија
Налази се у источном дијелу Трнавског краја.
Граничи:
- на сјеверу је Округ Пјештјани,
- источно Њитрански крај,
- западно Округ Трнава,
- јужно Округ Галанта.

Клима је умјерено континентална.

## Становништво
| Година:    | 1994.  | 2004.   | 2014.   | 2024.   |
| ---------- | ------ | ------- | ------- | ------- |
| Број људи: | 45 494 | 45 282  | 45 723  | 42 762  |
| Разлика:   |        | -0,46 % | +0,97 % | -6,47 % |

| Година:    | 2023.  | 2024.   |
| ---------- | ------ | ------- |
| Број људи: | 43 197 | 42 762  |
| Разлика:   |        | -1,00 % |

Према подацима о броју становника из 2021. године округ је имао 44.015 становника. Словаци чине 94,72% становништва.
| Етнички састав (2011)‍ | Етнички састав (2011)‍ | Етнички састав (2011)‍ | Етнички састав (2011)‍ | Етнички састав (2011)‍ |
| --------------------- | --------------------- | --------------------- | --------------------- | --------------------- |
|                       |                       |                       |                       |                       |
| Словаци               | Словаци               |                       | 0                     | 94,72%                |
| Чеси                  | Чеси                  |                       | 0                     | 0,34%                 |
| остали, непознато     | остали, непознато     |                       | 0                     | 4,94%                 |

## Насеља
У округу се налази два града и 22 насељена мјеста. Градови су Љеополдов и Хлоховец.